# Обнулення президентських термінів
Обнулення президентських термінів — практика перегляду конституційних обмежень, який дає чинному главі держави змогу продовжити максимальний термін своїх повноважень. Реалізується здебільшого шляхом зміни конституції (внесенням поправок або ухваленням нової). У термінах публічного права це означає, що йдеться про «політичне питання», яке лежить поза межами правового регулювання і залишається на розсуд законодавця.
Обнулення відліку президентських термінів — популярний метод консолідації влади у президентів у багатьох країнах Африки, зокрема, успішно застосовувалося в Бурунді, Гвінеї, Єгипті, Камеруні, Коморських Островах, Чаді, Конго, Джибуті, Габоні, Намібії, Судані, Того, Уганді, Буркіна-Фасо, Нігері, Руанді, Сенегалі, у низці країн Латинської Америки, а також у пострадянських державах: у Киргизстані, Росії, Таджикистані, Узбекистані.

## Статистика
У період з 1945 по 2018 рік розширення термінів президентських повноважень (ісп. continuísmo) здійснювали, за даними Александра Батуро, у 129 випадках 95 президентів. З них часткове або повне обнулення попередніх термінів (так звана «дідусева поправка» (grandfathering practice)) спостерігалося у 26 випадках, у половині з них додатково збільшуючи тривалість президентського терміну в момент обнулення або раніше. Батуро слідом за Брюсом Бендером виокремлює два види «дідусевих пояснень» стосовно обмеження термінів: повне застереження, коли після зміни чинної або ухвалення нової конституції обмеження термінів правління не застосовують до нинішніх президентів, і часткове, коли з обліку термінів виключають минулі терміни повноважень.
За даними дослідження 2019 року, у якому вивчалися стратегії 234 інкумбентів у 106 країнах, у період з 2000 року було зроблено безліч спроб збереження при владі за межами раніше чинних обмежень. Поза розвиненими демократіями такі спроби робила майже половина президентів, водночас вони супроводжувалися номінальною повагою до конституційних правил і процедур. Дві третини з них робили спробу змінити конституцію, також проводилася інтерпретація обмежень судами. У низці випадків ухвалювали нову конституцію з припущенням, що обчислення строків має починатися з нуля. Близько третини спроб залишитися при владі були безуспішними, найчастіше наштовхуючись на широкий опір. Суди здебільшого не перешкоджали зняттю обмежень на терміни правління, часто підтверджуючи президентські спроби залишитися при владі.
60 спроб обнулити президентські терміни розподілилися так:
- 40 — поправки до конституції (60 % вдалися, 25 випадків)
- 5 — створення нової конституції (усі вдалися)
- 6 — судова реінтерпретація обмежень (5 вдалися)
- 6 — призначення наступника зі збереженням неформального контролю (2 вдалися)
- 3 — перенесення виборів на пізніший термін (усі вдалися).

Стратегії могли комбінуватися.
Зміни, які вносилися в конституції для розширення термінів повноважень, різні. Найрадикальнішим є видалення обмежень на терміни правління (16 із 40, усі вдалися). У випадках, коли у президента недостатньо влади для повного скасування обмежень, може застосовуватися подовження термінів (особливо популярно в Латинській Америці, де конституції зазвичай допускають лише один термін). Дослідження знайшло 15 спроб додавання нових термінів, з яких 11 були невдалі. У 4 випадках відбувалися спроби подовження кожного з термінів правління, з них вдалі 2. У трьох випадках зміни формулювалися так, щоб застосовуватися лише до чинних президентів.
У випадках ухвалення нової конституції застосовується принцип: обмеження з нового тексту застосовуються не ретроактивно, а лише перспективно. Обчислення термінів починається заново. Дослідники знайшли 8 спроб такої стратегії з 2000 року (3 — як допоміжні стратегії), усі спроби були вдалі. Оскільки нова конституція зазвичай не містить явного дозволу на переобрання, для підтвердження обнулення термінів часто залучається конституційний суд (5 із 7).

## Історичні приклади

### Азербайджан

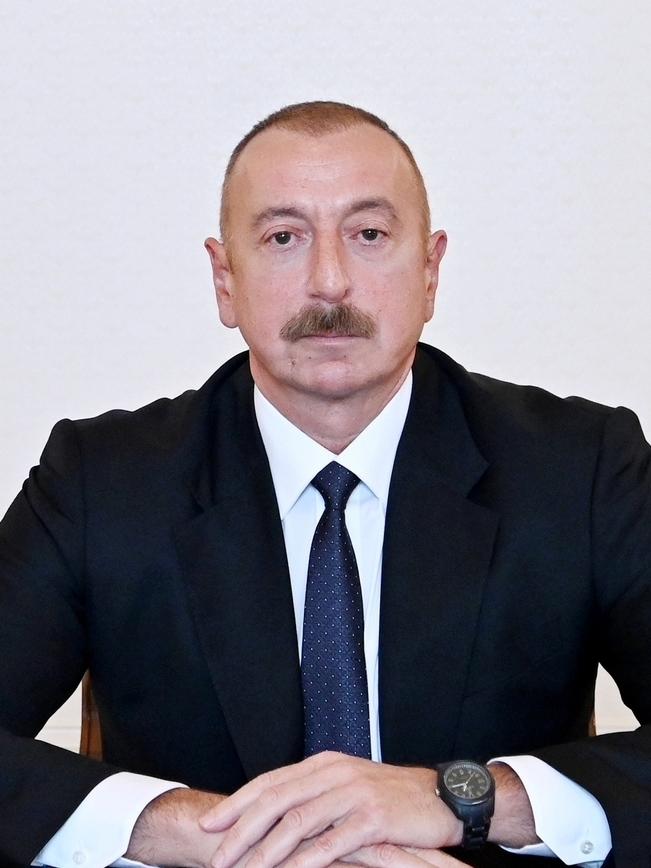
Ільхам Алієв

У 1995 році було ухвалено першу Конституцію незалежного Азербайджану, 101-ша стаття якої визначала, що президента країни обирають на 5-річний термін і що ніхто не може обиратися на цю посаду на більш ніж два терміни. У жовтні 2003 року у зв'язку із закінченням терміну повноважень Президента Азербайджану Гейдара Алієва відбулися президентські вибори, на яких у першому турі з великим відривом переміг прем'єр-міністр Азербайджану і син Гейдара Алієва — Ільхам Алієв. У 2008 році знову відбулися президентські вибори, на яких знову в першому турі переміг Ільхам Алієв, ставши президентом країни вдруге.
У березні 2009 року в Азербайджані пройшов всенародний референдум, на якому було ухвалено поправки до 29 статей Конституції, зокрема поправку до статті 101, яка скасовувала обмеження на два президентські терміни. На президентських виборах 2013 року Ільхам Алієв здобув переконливу перемогу, ставши президентом Азербайджану втретє. У 2016 році відбувся всенародний референдум, на якому термін президентських повноважень було збільшено з 5 до 7 років. У 2018 році на президентських виборах Ільхам Алієв набрав 86,22 % голосів, ставши президентом країни вчетверте. У 2024 році на президентських виборах він набрав 92,12 % голосів, ставши президентом вп'яте.

### Білорусь

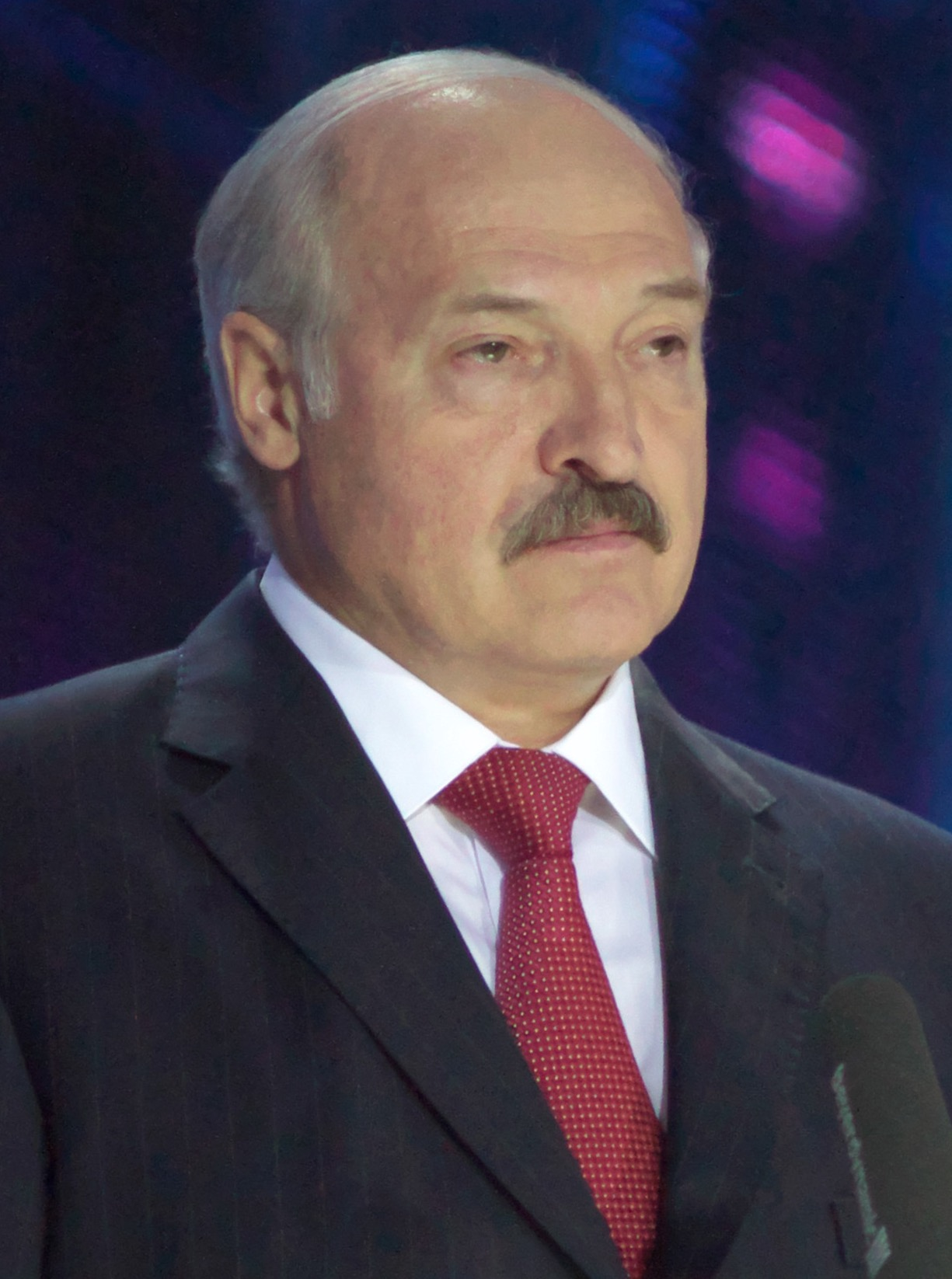
Олександр Лукашенко

15 березня 1994 року Верховна Рада Республіки Білорусь ухвалила нову конституцію Білорусі, згідно з якою (стаття 81) Президента обирає народ на 5 років, і «та сама особа може бути Президентом не більше двох термінів». На червень 1994 року було призначено президентські вибори, на яких перемогу здобув Олександр Лукашенко.
24 листопада 1996 року відбувся референдум, друге запитання якого звучало так: «Ухвалити Конституцію Республіки Білорусь 1994 року зі змінами та доповненнями (нова редакція Конституції Республіки Білорусь), запропонованими президентом Республіки Білорусь О. Г. Лукашенком». Поправки до конституції країни було ухвалено. Згідно зі статтею 144 конституції 1996 року: «Президент Республіки Білорусь зберігає свої повноваження. Термін його повноважень обчислюється з дня набрання чинності цією Конституцією». Таким чином, оскільки в 1996 році термін у Лукашенка і так був першим, «обнулення» вплинуло лише на тривалість цього терміну — наступні вибори пересунулися на два роки — з 1999- на 2001 рік.
У 2001 році Лукашенко переміг на виборах вдруге, а у 2004 році ініціював референдум щодо вилучення з конституції країни обмеження на кількість президентських строків. На виборах 2006, 2010, 2015 і 2020 років Лукашенка знову обирали президентом Республіки Білорусь. У 2025 році обійняв посаду всьоме.

### Болівія

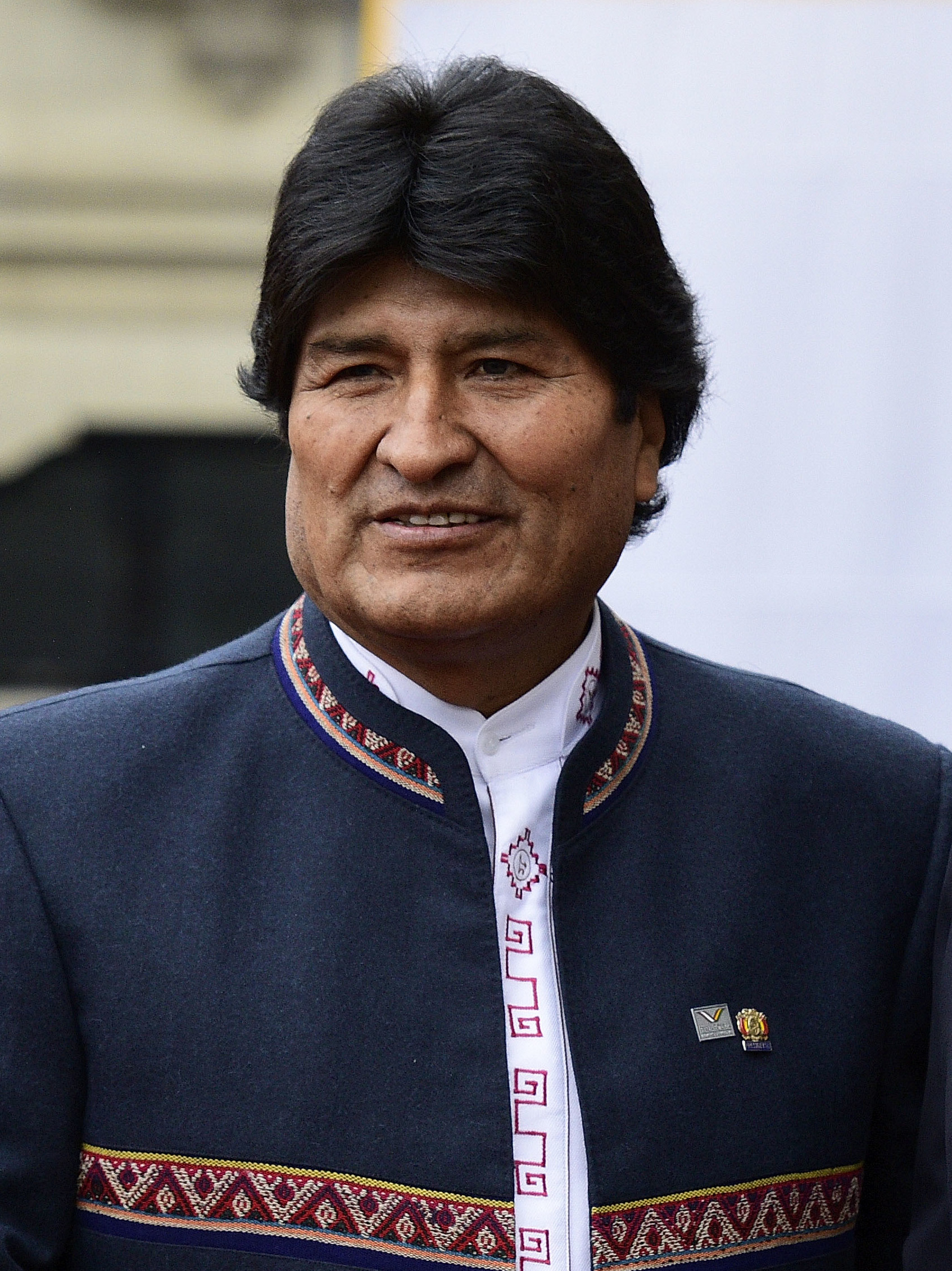
Ево Моралес

У 2005 році президентом Болівії був обраний Ево Моралес. У 2009 році в країні ухвалили нову конституцію, яка змінила назву країни з «Республіки Болівія» на «Багатонаціональна держава Болівія» і призначила нові президентські вибори на грудень. На цих виборах Моралес знову переміг, ставши президентом вдруге.
У квітні 2013 року голова Конституційного суду Болівії заявив, що в «Багатонаціональній державі Болівія» поточний президентський мандат Моралеса вважається першим, а не другим, оскільки нова конституція 2009 року відкрила в країні «нову політико-юридичну еру». У 2014 році Моралеса допустили до участі в президентських виборах, на яких він переміг, ставши президентом формально вдруге, а фактично — втретє. У лютому 2016 року в Болівії пройшов конституційний референдум щодо можливості Ево Моралеса вчетверте брати участь у виборах через скасування обмеження бути президентом два терміни поспіль. За підсумками голосування більшість виборців висловилася проти скасування обмеження на кількість президентських термінів, на що уряд Моралеса заявив, що результати референдуму не мають сили, бо, мовляв, проти Моралеса проводили пропагандистську кампанію, якою керували зі США.
Попри результат референдуму, у грудні 2017 року Верховний суд Болівії, посилаючись на ст. 23 Американської конвенції з прав людини, ухвалив рішення про те, що всі державні посади не матимуть обмежень за термінами, незважаючи на те, що було встановлено в конституції. Це дозволило Моралесу балотуватися на четвертий термін.
Моралес узяв участь у загальних виборах у жовтні 2019 року. Однак, коли після проведення голосування було оголошено, що в першому турі переміг чинний президент Ево Моралес, це призвело до масових протестів, унаслідок яких Моралес подав у відставку і залишив Болівію, а результати президентських виборів було скасовано. У грудні 2019 року проти колишнього глави Болівії було висунуто звинувачення в кримінальних злочинах і виписано ордер на його арешт. Моралесу довелося рік переховуватися в Аргентині доти, доки на президентських виборах у листопаді 2020 року не переміг його соратник Луїс Арсе.

### Буркіна-Фасо

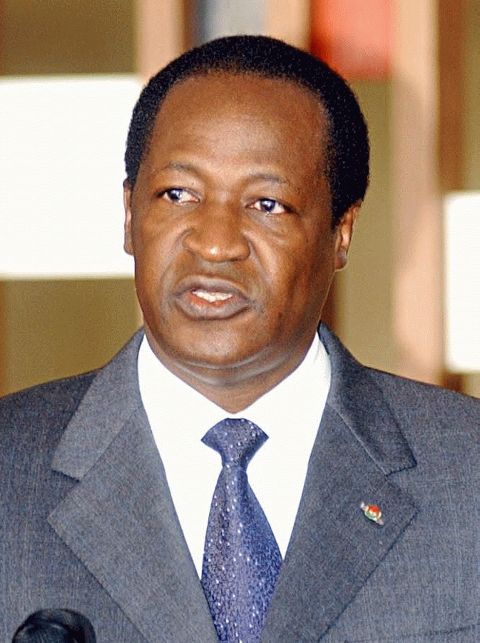
Блез Компаоре

У 1987 роцы міністр юстиції Буркіна-Фасо Блез Компаоре влаштував військовий переворот, під час якого очільника країни, голову Національної ради революції Тома Санкара було вбито, а Компаоре став президентом.
У червні 1991 року в Буркіна-Фасо пройшов референдум, за підсумками якого було ухвалено нову конституцію, що встановила два 7-річних президентських терміни. У грудні того ж року відбулися президентські вибори, перемогу на яких здобув єдиний кандидат — чинний президент країни Блез Компаоре. На наступних президентських виборах, що відбулися 1998 року, Компаоре був переобраний.
У 2000 році до конституції було внесено поправку, яка скорочувала президентський термін із 7 до 5 років. Завдяки цьому Верховний суд Буркіна-Фасо постановив, що поправка до конституції 2000 року не може діяти заднім числом, а тому кількість президентських термінів обнуляється і чинний президент може балотуватися на новий термін.
У 2005 і 2010 роках у Буркіна-Фасо відбулися президентські вибори, на яких Компаоре знову переміг. Однак у виборах 2015 року він уже не мав права брати участь, оскільки два президентські терміни після «обнулення» в нього на той час уже минули б. Тоді Компаоре спробував знову змінити конституцію з метою залишитися при владі щонайменше ще на п'ять років. Це спричинило вибух суспільного обурення і спровокувало народне повстання та військовий переворот. У результаті Компаоре відмовився від влади і втік із країни до Кот-д'Івуару.

### Бурунді

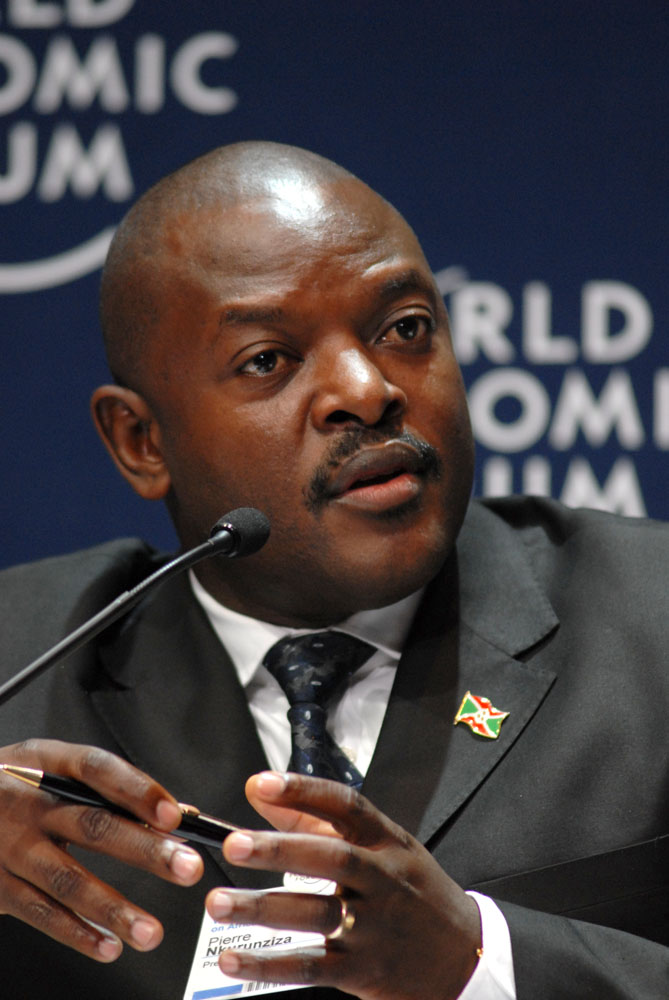
П'єр Нкурунзіза

П'єр Нкурунзіза після перемоги своєї партії на парламентських виборах 2005 року був висунутий єдиним кандидатом у президенти Бурунді. Більшість членів парламенту проголосували за нього, і Нкурунзізу обрали президентом на п'ятирічний термін. У 2010 році відбулися перші в історії країни президентські вибори, на яких президент обирався вже населенням країни, а не парламентом. Спочатку на виборах мало бути сім кандидатів, але шестеро з них відмовилися від участі, і єдиним кандидатом залишився П'єр Нкурунзіза, який і став президентом Бурунді вдруге.
У квітні 2015 року Нкурунзіза оголосив, що домагатиметься третього терміну на посаді президента. Хоча опозиція заявила, що спроба Нкурунзізи продовжити свій термін суперечить конституції, оскільки вона забороняє президенту балотуватися на третій термін, його союзники заявили, що його перший термін не враховується, оскільки тоді його обирав парламент, а не народ. У травні 2015 року конституційний суд Бурунді дозволив чинному президенту країни П'єру Нкурунзізі балотуватися на третій термін. На виборах 2015 року Нкурунзіза знову здобув перемогу.
21 травня 2018 року була прийнята нова конституція Бурунді, що дозволяє Нкурунзізі «обнулити» термін його повноважень починаючи з 2020 року. 20 травня 2020 року відбулися вибори, але Нкурунзіза в них не брав участі, наступний президентський термін починався в серпні. Помер 8 червня 2020 року на посаді президента країни.

### Венесуела

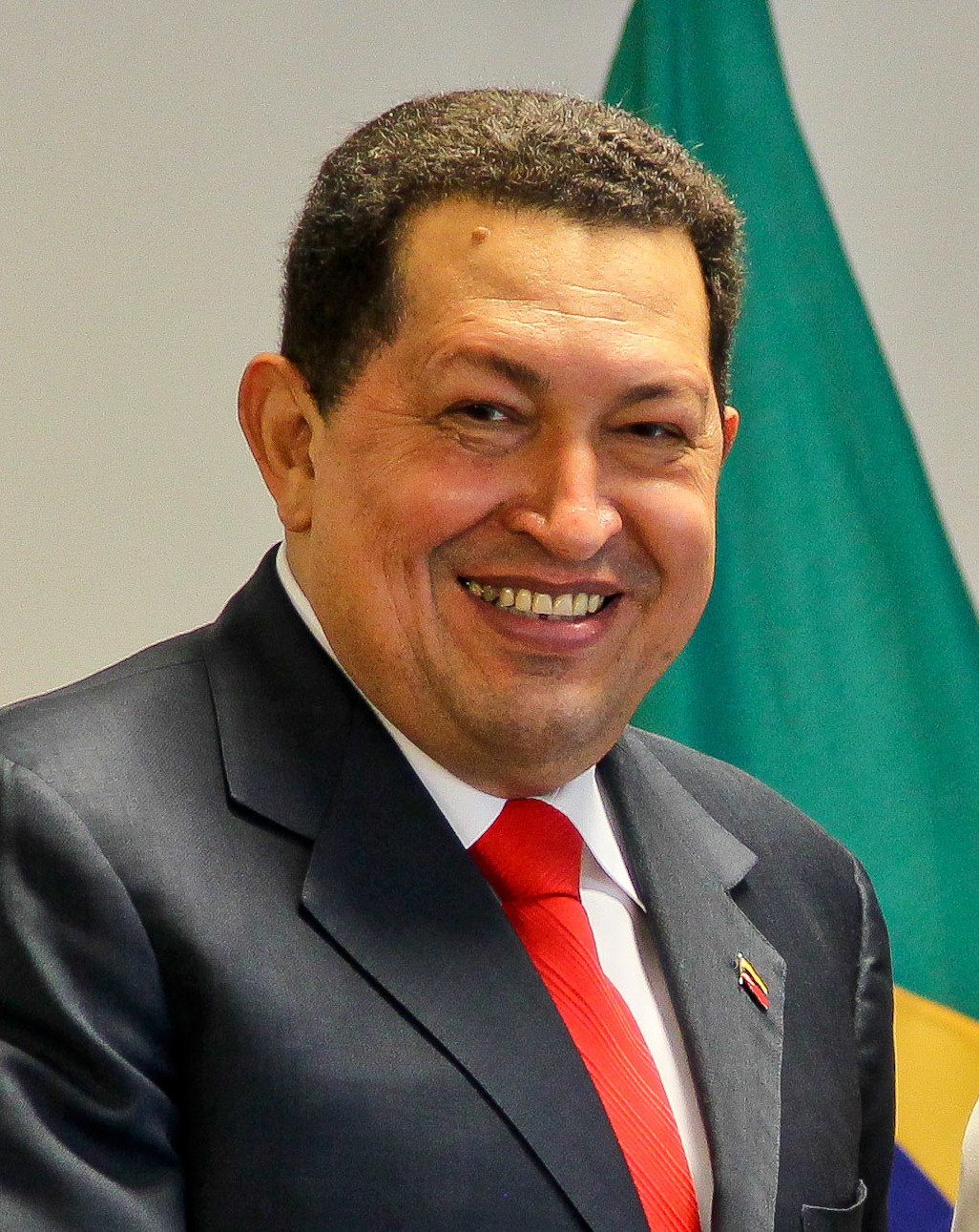
Уго Чавес

У лютому 1999 року Уго Чавес здобув перемогу на президентських виборах у Венесуелі та розпочав процес зміни конституції країни. У грудні 1999 року відбувся референдум, на якому більшість виборців підтримала новий закон. За новою конституцією для легітимізації глави держави і уряду були необхідні вибори, що відбулися в липні 2000 року, на яких Чавес знову здобув перемогу. У грудні 2006 року відбулися вибори президента Венесуели, на яких знову переміг Чавес, який пішов на другий термін з часу прийняття нової конституції, а де-факто — на третій термін.
У лютому 2009 року Чавес оголосив про свій намір балотуватися після закінчення свого терміну у 2013 році і правити до 2030 року. Оскільки за конституцією 1999 року Чавесу було заборонено висувати свою кандидатуру, то в лютому 2009 року на референдум було винесено пропозицію про скасування обмеження у два терміни для всіх виборних посад, у тому числі і президента. Більшістю голосів виборців поправки були прийняті.
У жовтні 2012 року Чавес знову переміг на виборах і став президентом Венесуели вчетверте. Однак призначена на 10 січня 2013 року інавгурація була відкладена через стан здоров'я Чавеса. Колишній посол Панами в Організації американських держав заявив, що 31 грудня 2012 року у Чавеса настала смерть мозку, але офіційні особи заперечували повідомлення про смерть президента. 5 березня 2013 року Чавес помер, так і не вступивши на посаду президента.
Після втечі з Венесуели колишній охоронець Чавеса Леамсі Салазар заявив, що той помер у грудні 2012 року, майже за три місяці до офіційного оголошення. У липні 2018 року колишня генеральна прокурорка Луїса Ортега Діас також заявила, що Чавес насправді помер у грудні 2012 року, а оголошення про його смерть було відкладено з політичних міркувань. Імовірна затримка з оголошенням про смерть Чавеса викликала побоювання, що закони, підписані від його імені в цей період, були сфальсифіковані з політичною метою.

### Гвінея

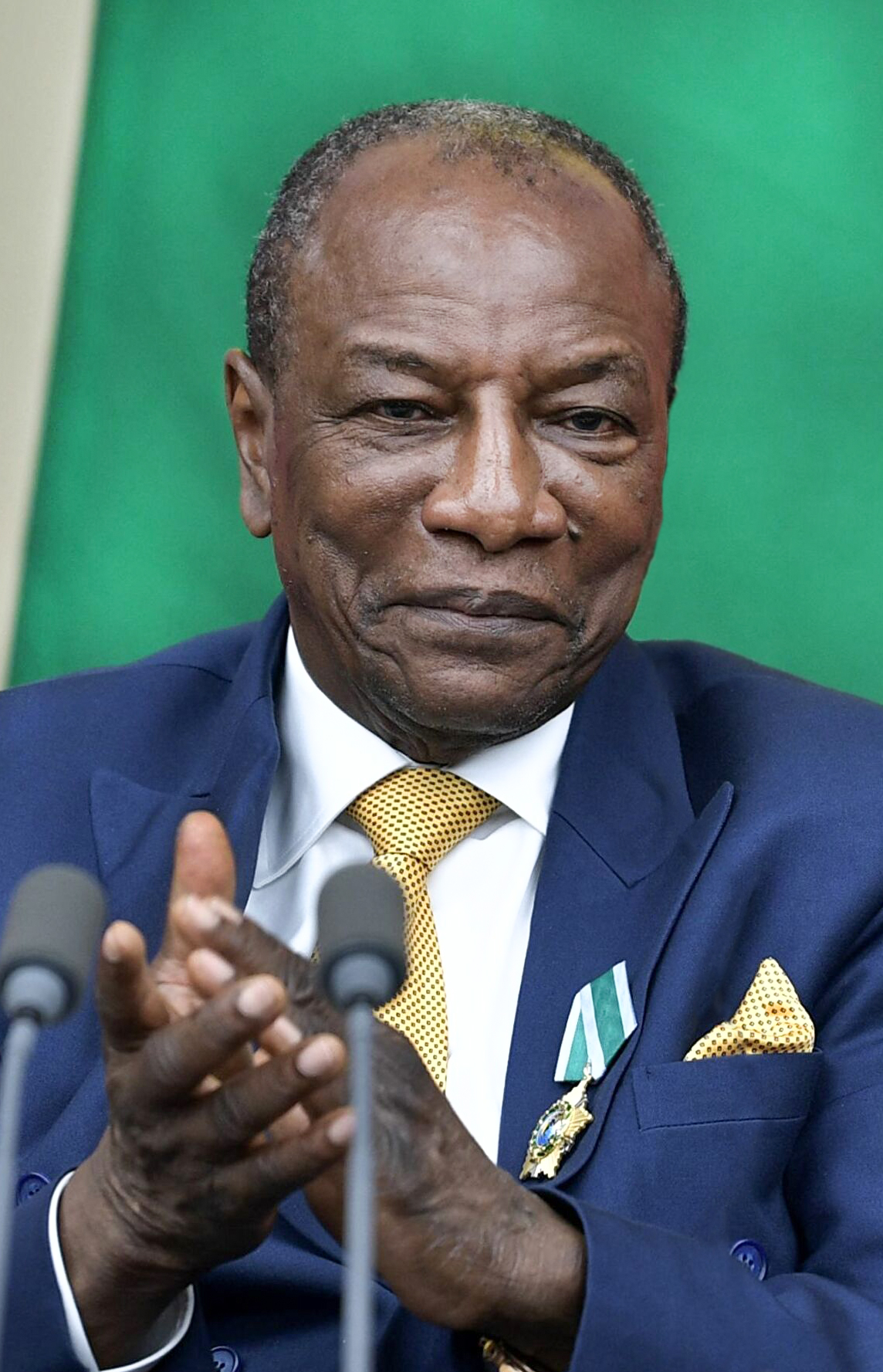
Альфа Конде

У 2010 році гвінейський політик Альфа Конде здобув перемогу на виборах і став президентом Гвінеї. У 2015 році його переобрали на другий термін. У грудні 2019 року Конде представив проєкт нової конституції, яка дозволяла б йому бути обраним президентом на третій термін. Поправки до конституції, що обнуляють два попередні президентські терміни Конде, були схвалені на референдумі в березні 2020 року. У жовтні 2020 року відбулися президентські вибори, на яких переміг А. Конде, ставши президентом втретє. 5 вересня 2021 року Альфа Конде був повалений і взятий під варту в результаті військового перевороту.

### Гондурас

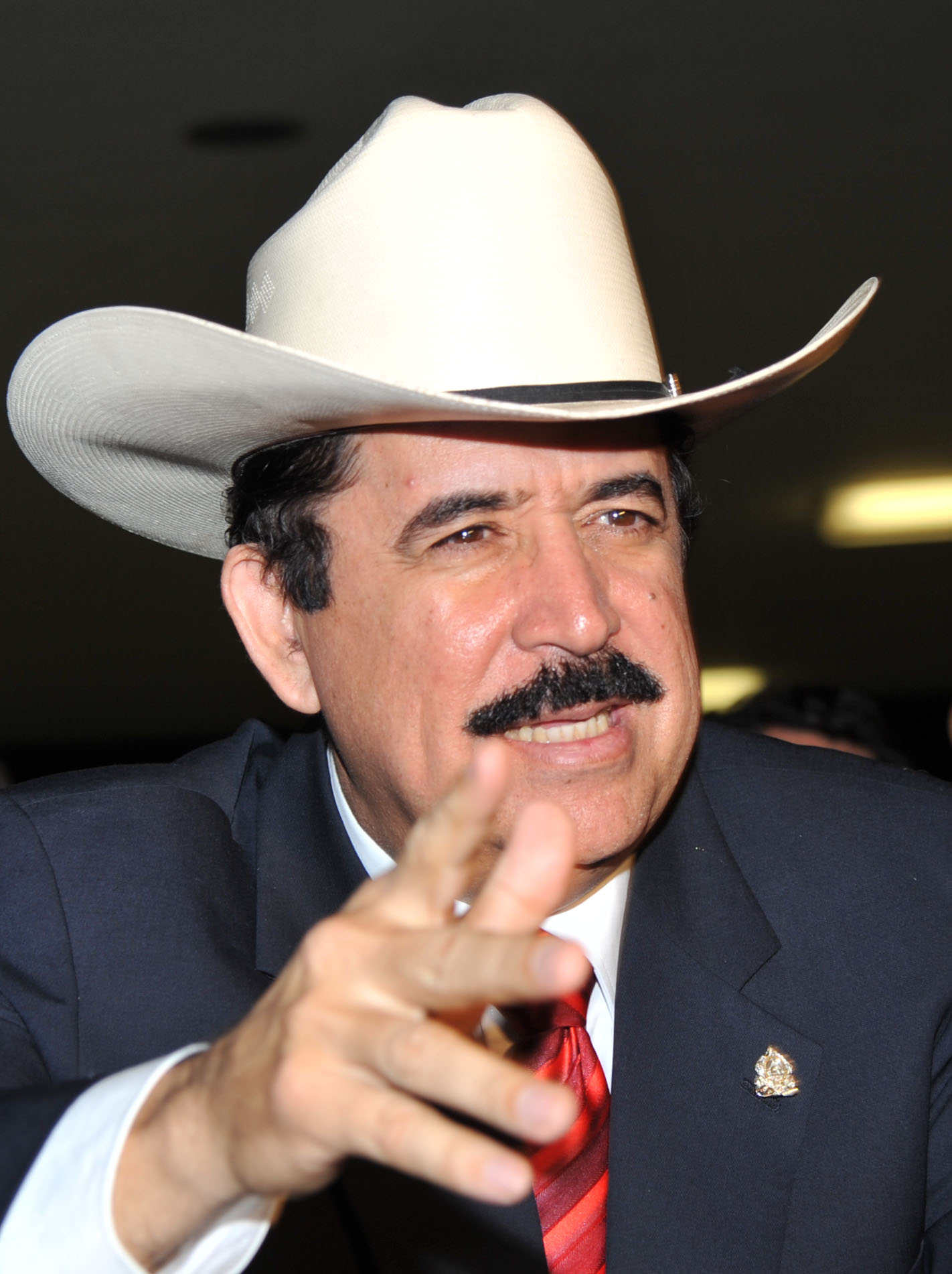
Мануель Селая

У 2005 році Мануель Селая переміг на виборах і став президентом Гондурасу. Конституція країни, прийнята в 1982 році, передбачала можливість тільки одного президентського терміну тривалістю чотири роки. Однак у березні 2009 року Селая висловив бажання балотуватися на пост президента вдруге. Для цього він запланував проведення в червні 2009 року референдуму для зміни конституції. Ці дії спровокували політичну кризу, що призвело до арешту Селаї за постановою Верховного суду Гондурасу.

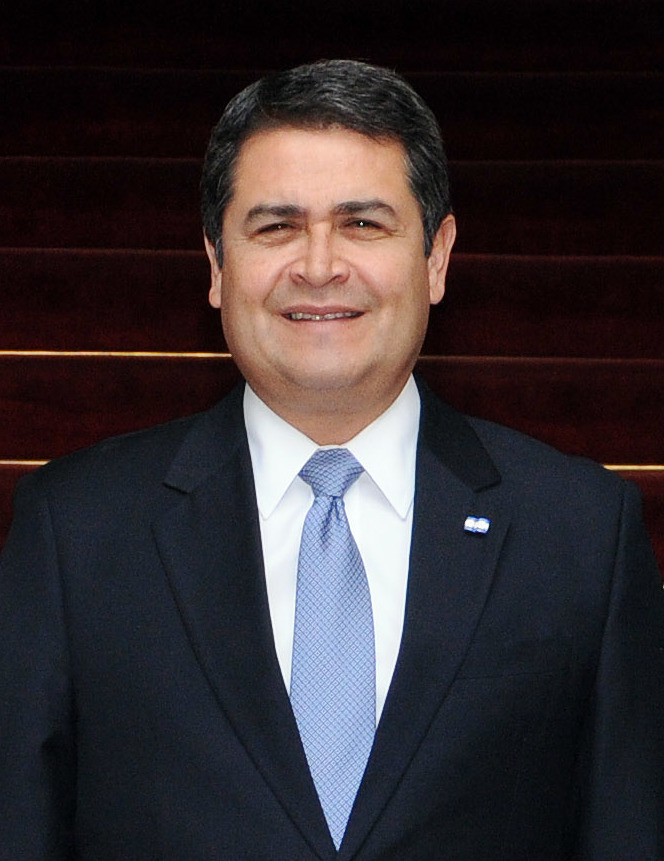
Хуан Орландо Ернандес

Однак через шість років, у квітні 2015-го, Верховний суд Гондурасу одноголосно дозволив переобрання президента на другий термін, що дало чинному на той час президенту Хуану Орландо Ернандесу, обраному в 2014 році, право балотуватися повторно. У 2018 році Ернандес став президентом Гондурасу вдруге. Термін його повноважень закінчився в 2022 році.

### Єгипет

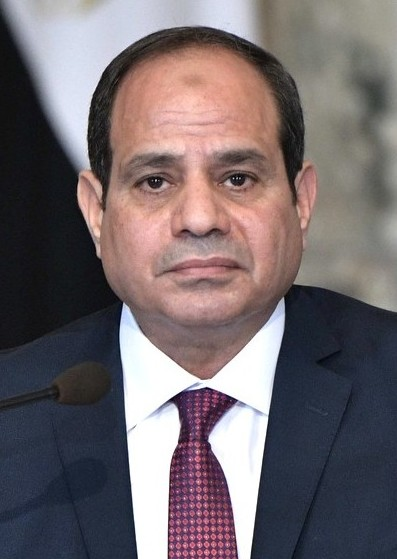
Абдель Фаттах Ас-Сісі

Абдель Фаттах Ас-Сісі став президентом Єгипту в 2014 році. У 2018 році в Єгипті відбулися чергові президентські вибори, на яких Ас-Сісі знову переміг, набравши 97,08 % голосів.
У квітні 2019 року в Єгипті відбувся конституційний референдум, на якому виборці продовжили термін президентських повноважень з чотирьох до шести років. Крім того, були обнулені президентські терміни Ас-Сісі, що дозволяє йому балотуватися в президенти Єгипту втретє і вчетверте, відповідно, у 2024 і 2030 роках.

### Казахстан

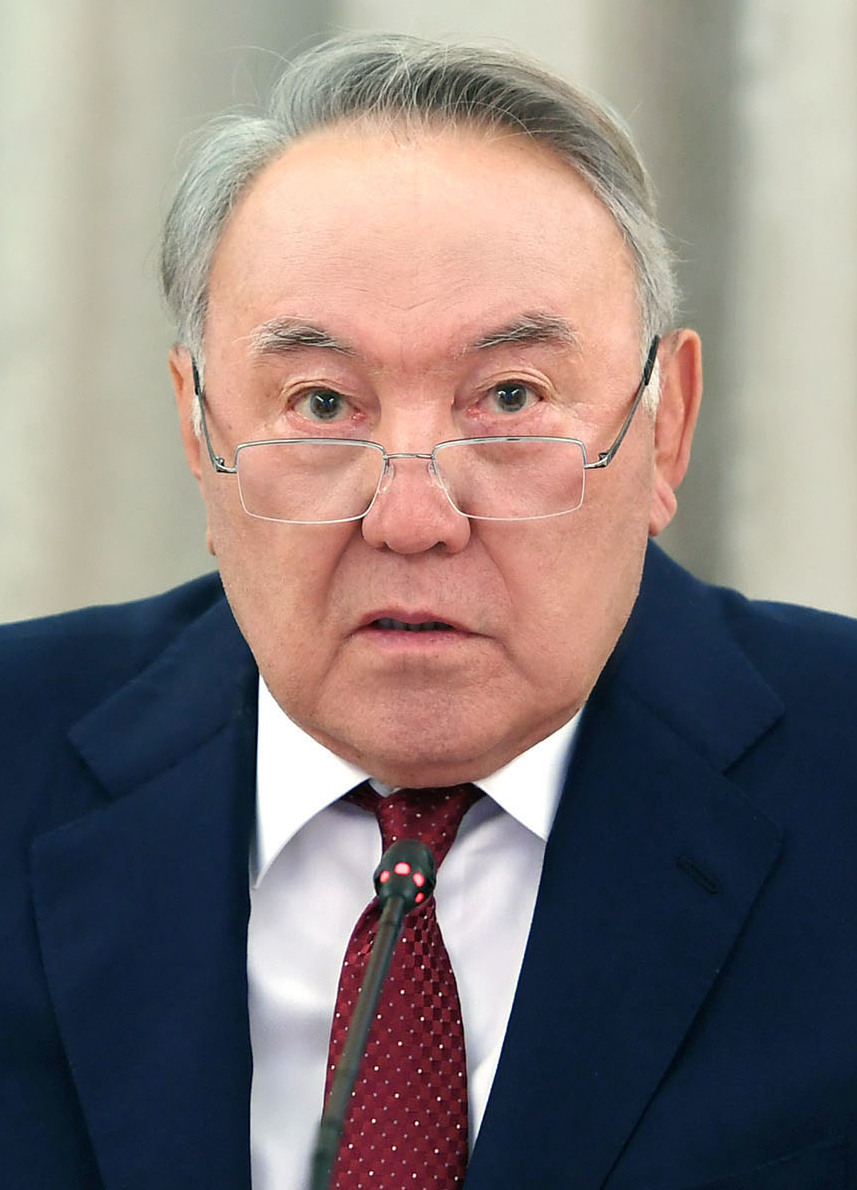
Нурсултан Назарбаєв

У квітні 1990 року Верховна Рада Казахської РСР заснувала посаду президента Казахської РСР і обрала на цю посаду Нурсултана Назарбаєва, який на той момент вже був фактичним керівником Казахстану, будучи Першим секретарем ЦК Комуністичної партії Казахської РСР.
1 грудня 1991 року відбулися перші всенародні вибори президента Казахської РСР. Вибори були безальтернативними, єдиний кандидат — Нурсултан Назарбаєв — переміг із 98,78 % голосів. Уже 10 грудня 1991 року Назарбаєв перейменував Казахську РСР на Казахстан, а 16 грудня Верховна Рада проголосила незалежність Казахстану. У 1993 році Верховна Рада прийняла нову конституцію, яка замінила попередню, що діяла ще з радянських часів. За цією конституцією перебування однієї людини на посаді президента було обмежено двома термінами по п'ять років кожен.
29 квітня 1995 року в Казахстані відбувся референдум про подовження повноважень президента, який подовжив президентські повноваження Назарбаєва до 1 грудня 2000 року.
У серпні 1995 року в країні пройшов конституційний референдум, на якому була прийнята нова Конституція Казахстану. У новій конституції також було обмеження, що «та сама особа не може бути обрана Президентом Республіки більше двох разів поспіль» (п. 5 ст. 42). У жовтні 1998 року до Конституції були внесені поправки, що знімали верхню межу віку в 65 років і збільшували термін президентських повноважень з 5 до 7 років.
У 1999 році відбулися президентські вибори, на яких знову переміг Нурсултан Назарбаєв. Постало питання, чи має право Назарбаєв брати участь у наступних президентських виборах. Для отримання відповіді на нього до Конституційної Ради Республіки Казахстан звернувся голова Комітету з питань законодавства та судово-правової реформи Мажилісу Парламенту Казахстану Сергій Жалибін, і 20 червня 2000 року, після розгляду даного питання, Конституційна Рада постановила, що обмеження на два президентські терміни поспіль «не поширюється на особу, яка здійснювала повноваження Президента Казахської РСР і Республіки Казахстан до обрання її на цю посаду 10 січня 1999 року відповідно до Конституції Республіки 1995 року». Інакше кажучи, обрання Назарбаєва президентом у 1999 році є його першим президентським терміном, а не другим.
У 2005 році відбулися треті вибори президента Казахстану, на яких знову переміг Назарбаєв, формально ставши президентом лише вдруге. Це мав бути його останній президентський термін, але у 2007 році до конституції Казахстану знову були внесені зміни: термін президентських повноважень скоротили з 7 до 5 років, а в пункт 5 статті 42, що обмежує президентські повноваження двома термінами поспіль, було додано фразу «це обмеження не поширюється на Першого Президента Республіки Казахстан», що повністю скасувало обмеження на кількість президентських термінів особисто для Назарбаєва.
У 2011 році Назарбаєв знову переміг на четвертих виборах. Переміг він і на п'ятих президентських виборах у 2015 році. У березні 2019 року Нурсултан Назарбаєв за власним бажанням склав з себе повноваження президента Казахстану, але зберіг за собою посаду голови Ради безпеки країни, члена Конституційної ради Казахстану і голови правлячої партії «Нур Отан». У 2022 році після масових протестів і заворушень Назарбаєв був знятий з цих посад, а згодом позбавлений звань «єлбаси» і «почесний сенатор».

### Киргизстан

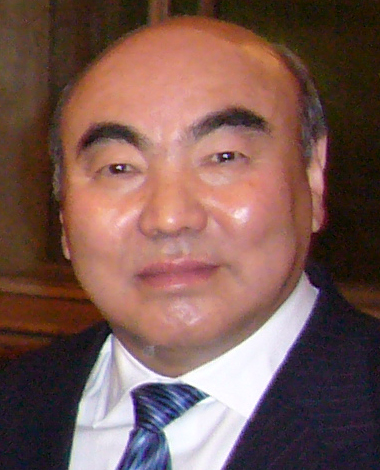
Аскар Акаев

У жовтні 1991 року президентом Киргизької РСР був обраний Аскар Акаєв. Після розпаду СРСР у жовтні 1991 року відбулися президентські вибори, на яких Аскар Акаєв був єдиним кандидатом і переміг, ставши першим президентом незалежного Киргизстану. У 1994 році в Киргизстані відбувся референдум, на якому виборці підтвердили, що Акаєв був обраний демократично і є президентом Киргизстану.
У травні 1993 року була прийнята нова конституція Киргизстану, а в 1995 році відбулися другі президентські вибори, на яких знову переміг Акаєв і пішов на другий термін.

У 1998 році група депутатів подала запит до Конституційного суду Киргизії з проханням роз'яснити, яким є поточний термін Акаєва — другим чи першим, і чи має він право брати участь у виборах 2000 року, коли конституція країни накладає обмеження у два президентські терміни? Конституційний суд розглянув питання і вирішив, що
…після закінчення першого терміну президентського мандата Президент Киргизької Республіки Аскар Акаєв, відповідно до пункту 2 статті 43 Конституції Киргизької Республіки, має право бути обраним Президентом Киргизької Республіки на чергових виборах у 2000 році.
У жовтні 2000 року в Киргизстані відбулися вибори, і Акаєва обрали президентом Киргизстану формально на другий, а фактично — на третій термін. У 2003 році відбувся референдум, на якому до конституції були внесені поправки, що розширюють повноваження президента, а також виборці дозволили Акаєву залишатися на посаді президента до 2005 року. У вересні 2004 року киргизька парламентська опозиція направила до конституційного суду країни запит про правомірність висунення кандидатури чинного президента Аскара Акаєва на четвертий термін у 2005 році, але конституційний суд відмовився розглядати цей запит.
У березні 2005 року, за кілька місяців до початку президентських виборів, у яких міг брати участь Акаєв, у Киргизстані почалися акції народного протесту, названі «Тюльпановою революцією». Однією з основних вимог протестувальників була відставка Акаєва. Під час Тюльпанової революції була розгромлена резиденція Акаєва, але йому самому вдалося втекти з Киргизстану до Росії. У квітні 2005 року Акаєв у Москві підписав протокол про дострокове складання повноважень президента «відповідно до власної заяви». Генеральна прокуратура Киргизької Республіки після втечі Акаєва порушила кримінальні справи стосовно нього та членів його сім'ї, надіславши до Російської Федерації відповідні запити про видачу. Однак Акаєв не був виданий, і на цей момент він продовжує жити в Росії.

### Колумбія

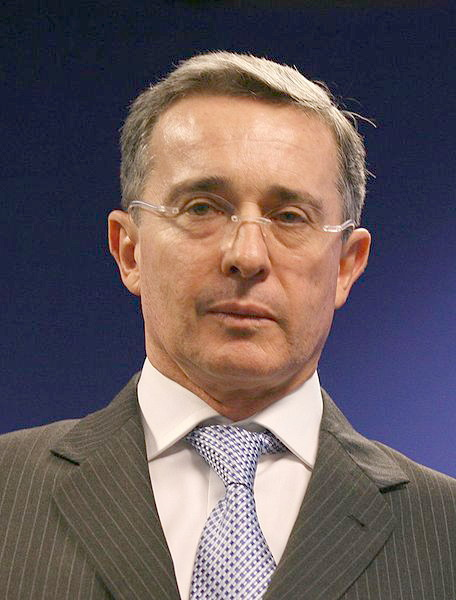
Альваро Урібе Велес

У травні 2002 року перемогу на президентських виборах у Колумбії здобув Альваро Урібе Велес, набравши в першому турі 53,6 % голосів. Через чотири роки, на президентських виборах у травні 2006 року, він у першому ж турі набрав 62,2 % голосів і був обраний главою держави вдруге.
У серпні 2009 року верхня палата Національного конгресу Колумбії (Сенат), де партія Урібе мала більшість, схвалила рішення провести референдум з питання внесення поправки до конституції країни про продовження терміну повноважень президента, що дозволяє президентові у залишитися на своїй посаді ще на один 4-річний термін. У вересні 2009 року Палата представників, де також була більшість у Урібе, схвалила це рішення[36][37]. Однак у лютому 2010 року Конституційний суд Колумбії виніс рішення, згідно з яким проведення такого референдуму суперечило б Конституції країни. Унаслідок цього рішення Урібе не зміг балотуватися на ще один президентський термін. Наступні президентські вибори відбулися в травні 2010 року, перемогу на яких здобув один із соратників Урібе — Хуан Мануель Сантос.

### Коморські Острови

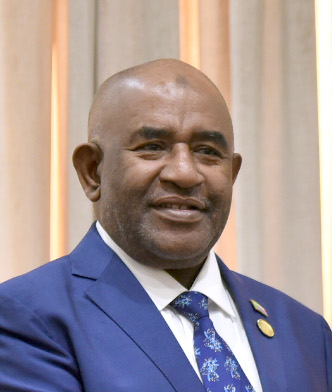
Азалі Ассумані

На багатопартійних президентських виборах 2002 року президентом Коморських Островів був обраний Азалі Ассумані. Він отримав 75 % голосів виборців і був інавгурований 26 травня 2002 року.
У 2016 році, після десятирічної перерви, Азалі Ассумані, перемігши на виборах, знову став президентом Коморських Островів. У 2018 році він ініціював конституційний референдум, у разі прийняття якого було б скасовано правило ротації представників трьох островів, що складають Союз Коморських Островів, на посаді президента після кожних виборів, і президент Коморських Островів обирався б на загальних виборах не більше ніж на два терміни поспіль (замість одного терміну раніше). Референдум, що відбувся 20 липня 2018 року, завершився схваленням запропонованих поправок більшістю голосів. Як наслідок, у 2019 році відбулися позачергові президентські вибори, які Ассумані знову виграв.
Незважаючи на другу перемогу поспіль, через прийняті поправки до конституції президентство Ассумані в 2019—2024 роках розглядалося як його перший термін, що дозволило йому знову висунути свою кандидатуру на президентських виборах 2024 року. Право чинного президента знову обиратися було підтверджено наприкінці 2023 року рішенням Конституційного суду Коморських Островів. За підсумками голосування Ассумані здобув свою третю перемогу поспіль і знову заступив на новий президентський термін.

### Нігер

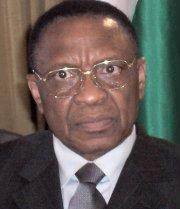

У 1999 році, вигравши президентські вибори, президентом Нігеру став Мамаду Танджа, а у 2004 році його переобрали на другий 5-річний президентський термін.
У 2008 році Танджа почав готуватися до продовження своїх повноважень. Його спроби легалізувати можливість третього терміну законними шляхами провалилися. У червні 2009 року президент розпустив парламент і оголосив, що управління країною здійснюватиметься на підставі президентських указів. Трохи пізніше Танджа розпустив і Конституційний суд, набравши новий склад, повністю йому лояльний. У серпні 2009 року було організовано референдум, за результатами якого чинна конституція Нігеру була скасована і оголошено 3-річний перехідний період до «нової президентської республіки». Танджа повинен був залишитися президентом до грудня 2012 року, тоді ж повинна була бути підготовлена нова конституція.
Однак у лютому 2010 року в результаті військового перевороту Танжу скинули. Його утримували під домашнім арестом, а в січні 2011 року етапували до в'язниці.

### Нікарагуа

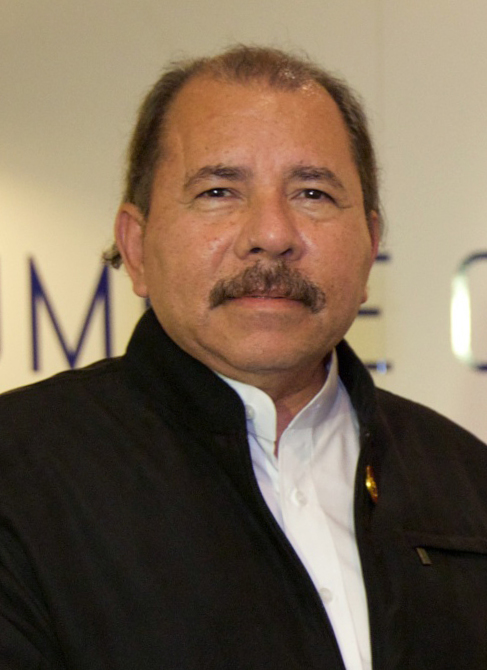
Данієль Ортега

Данієль Ортега, один із лідерів Сандіністської революції в Нікарагуа 1979 року, після тривалої перерви став президентом Нікарагуа за результатами виборів 2006 року. У жовтні 2009 року Верховний суд Нікарагуа скасував положення конституції країни, які забороняють балотуватися на другий президентський термін поспіль. На наступних виборах у 2011 році Ортега знову здобув перемогу.
У 2014 році Національна асамблея Нікарагуа, яка на понад дві третини складалася з членів президентської партії СФНО, схвалила поправки до конституції, що дозволяли президенту балотуватися на необмежену кількість термінів поспіль. Затим Ортега буде переобраний на третій і четвертий терміни поспіль на виборах 2016 і 2021 років. Особиста диктатура Ортеги, яка сформувалася в Нікарагуа, стала однією з причин протестів 2018 року, придушення яких призвело до сотень жертв серед протестувальників.

### Перу

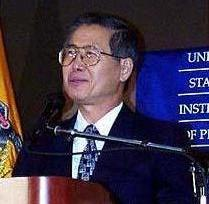
Альберто Фухіморі

У 1990 році Альберто Фухіморі обрали президентом Перу на загальних виборах; у 1995 році його обрали президентом на другий термін. Оскільки законодавство Перу обмежувало кількість можливих президентських термінів двома по п'ять років кожен, у серпні 1996 року Фухіморі, бажаючи зберегти за собою владу і після 2000 року, ініціював прийняття Конгресом закону, який дозволив йому «обнулити» терміни й балотуватися на третій термін. Оскільки Конгрес контролювався його партією, закон ухвалили.
На виборах 2000 року Фухіморі здобув перемогу. Однак акції протесту змусили Фухіморі в тому ж році втекти до Японії й оголосити про свою відставку, Конгрес не прийняв його відставки і переважною більшістю голосів усунув Фухіморі з посади «за моральну неспроможність». Прокуратура Перу порушила проти Фухіморі кілька кримінальних справ. У 2007 році за лінією Інтерполу Фухіморі заарештували й екстрадували до Перу. У підсумку Фухіморі засудили спершу до 6, а потім до 25 років тюремного ув'язнення.

### Росія

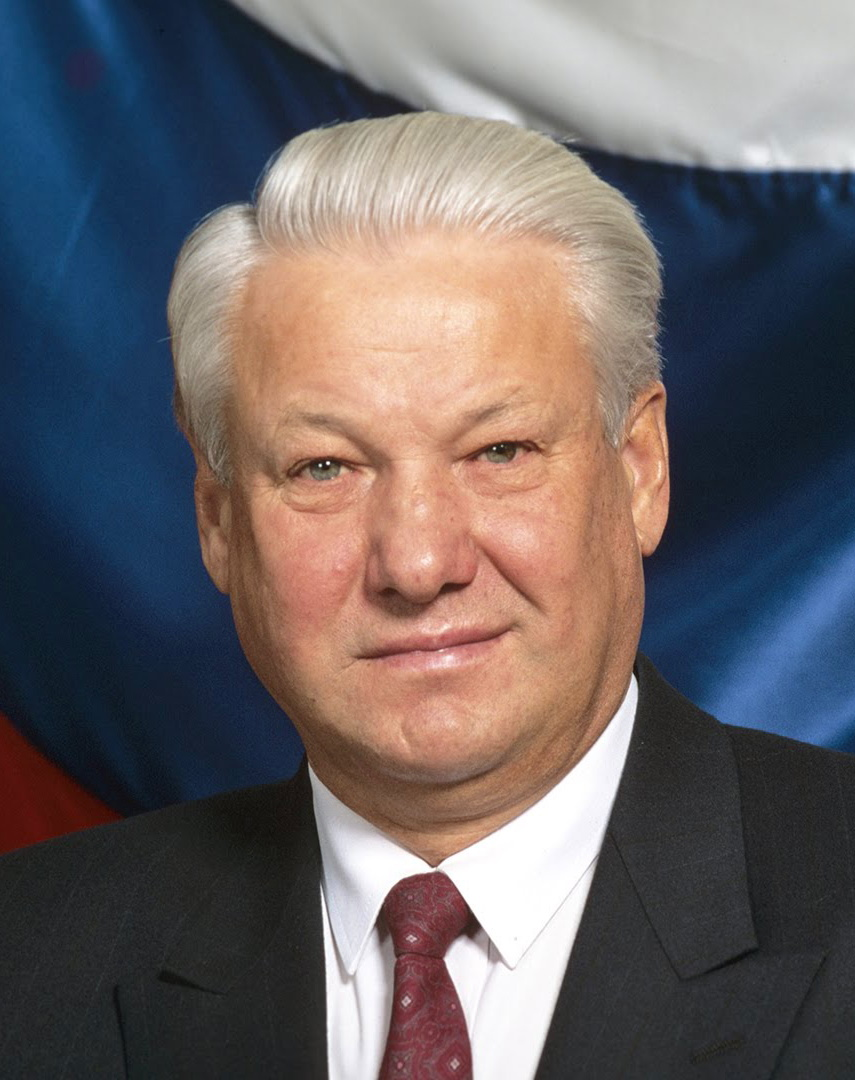
Борис Єльцин

У Росії питання про кількість термінів, протягом яких та сама особа може обіймати посаду президента, вирішується Конституційним судом. Так, суд у 1998 році не підтвердив Борису Єльцину права обиратися на третій термін через конституційні норми, що діяли тоді, але 2020 року підтвердив можливість внесення поправок, що «обнуляють», і право Володимира Путіна вп'яте (утретє поспіль) брати участь у виборах глави держави на основі цих нових конституційних норм.
12 червня 1991 року Борис Єльцин був обраний президентом РРФСР. 8 грудня 1991 року Єльцин, а також президенти УРСР і БРСР підписали так звану Біловезьку угоду про створення Співдружності Незалежних Держав, у преамбулі якої заявлялося, що «Союз РСР як суб'єкт міжнародного права і геополітична реальність припиняє своє існування». 12 грудня 1991 року угода була ратифікована Верховною Радою РРФСР, а 25 грудня 1991 року, з відставкою президента СРСР Михайла Горбачова, Борис Єльцин отримав всю повноту президентської влади в Росії. Єльцин ініціював процес створення нової конституції країни, і 12 грудня 1993 року відбувся референдум, на якому проєкт конституції був схвалений виборцями.
У 1996 році відбулися вибори президента Російської Федерації, на яких Єльцин здобув перемогу. Оскільки конституція РФ 1993 року містила положення (ст. 81, ч. 3), згідно з яким та сама особа не може обіймати посаду Президента Російської Федерації більше двох термінів поспіль, виникло питання: чи має право Єльцин брати участь у виборах 2000 року. Оскільки в 1996 році Єльцин формально вперше брав участь у виборах Президента РФ, хоча і де-факто був президентом країни з 1991 року, виникла потреба прояснити, яким був його президентський термін — другим чи першим. Державна Дума в особі депутатів Олександра Захарова та Олени Мізуліної, а також постійного представника Державної Думи в Конституційному суді Російської Федерації В. В. Лазарєва звернулися із запитом до Конституційного суду РФ. 5 листопада 1998 року Конституційний суд виніс ухвалу, у якій зазначив, що «виборці, голосуючи в 1996 році за кандидатуру чинного Президента Російської Федерації, виходили з того, що обирають його на другий термін повноважень» і що «Президент Російської Федерації до виборів у червні — липні 1996 року здійснював свої повноваження перший термін і був у 1996 році обраний на другий термін поспіль». Тим самим Конституційний суд Російської Федерації встановив, що ніякої невизначеності в тлумаченні Конституції немає, а також зазначив, що це визначення «є остаточним, не підлягає оскарженню, набирає чинності негайно після його оголошення, є загальнообов'язковим, діє безпосередньо і не потребує підтвердження іншими органами та посадовими особами». Відповідно, Єльцин втратив можливість брати участь у виборах 2000 року, а в грудні 1999 року пішов у відставку.

11 березня 2020 року Державна Дума РФ прийняла в третьому читанні поправки до Конституції. Одна з поправок, запропонована депутатом Валентиною Терешковою, гласить:
Положення частини 3 статті 81 Конституції Російської Федерації, що обмежує кількість термінів, протягом яких одна і та ж особа може обіймати посаду Президента Російської Федерації, застосовується до особи, яка обіймала і (або) обіймає посаду Президента Російської Федерації, без урахування кількості термінів, протягом яких вона обіймала і (або) обіймає цю посаду на момент набрання чинності поправкою до Конституції Російської Федерації, що вносить відповідне обмеження, і не виключає для неї можливість обіймати посаду Президента Росії протягом термінів, допустимих зазначеним положенням.

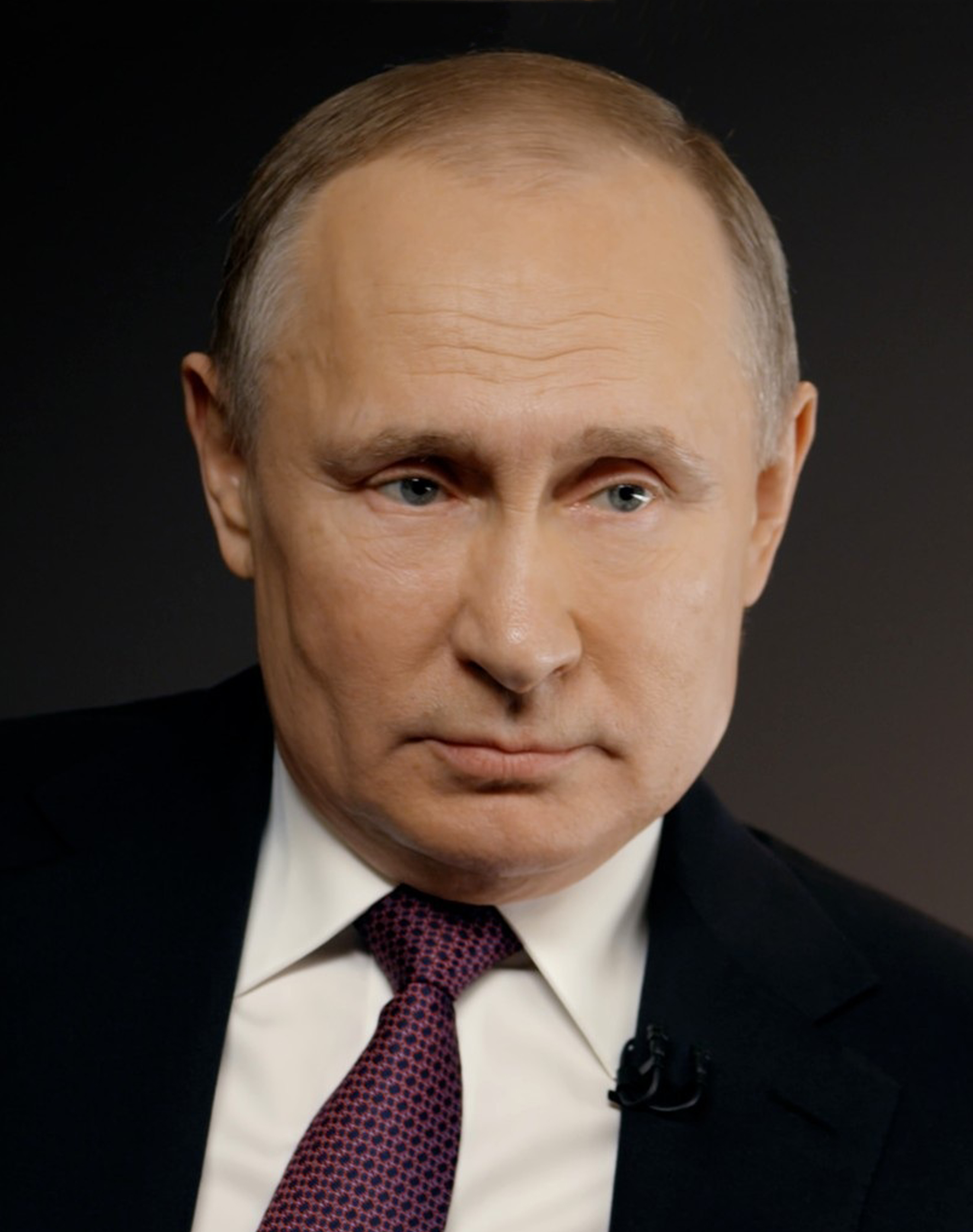
Володимир Путін

Таким чином, після остаточного прийняття цього закону другий термін перебування Володимира Путіна на посаді президента Росії був «обнулений» — тобто його президентські повноваження до 2024 року стали розглядатися як «нульовий» термін, що дозволило йому брати участь у президентських виборах 2024 року, від якої він відмовитися не став, і якою він, можливо, скористається в 2030 році.
На думку фахівця з конституційного права Ольги Кряжкової, яка також підписала звернення до Ради Європи (Венеційська комісія) з вимогою «провести термінову правову експертизу змін до Конституції РФ», «питання в тому, на захист чого саме схилиться суд: права людей на зміну влади або права конкретної особи залишитися на президентській посаді ще на дванадцять років» з урахуванням конкретно-історичних умов. Думка Венеціанської комісії, якою б вона не була, має лише рекомендаційний характер.
Результати дослідження «Левада-Центра» показали, що думки росіян щодо поправки до Конституції про обнулення президентських термінів розділилися майже порівну: нову норму, що дозволяє Володимиру Путіну після 2024 року бути обраним ще на два терміни, схвалюють 48 % опитаних, не схвалюють — 47 %. І це, на думку політолога Олексія Зудіна, реальна суперечність між цінністю змінюваності та спадкоємності влади.

### Сенегал

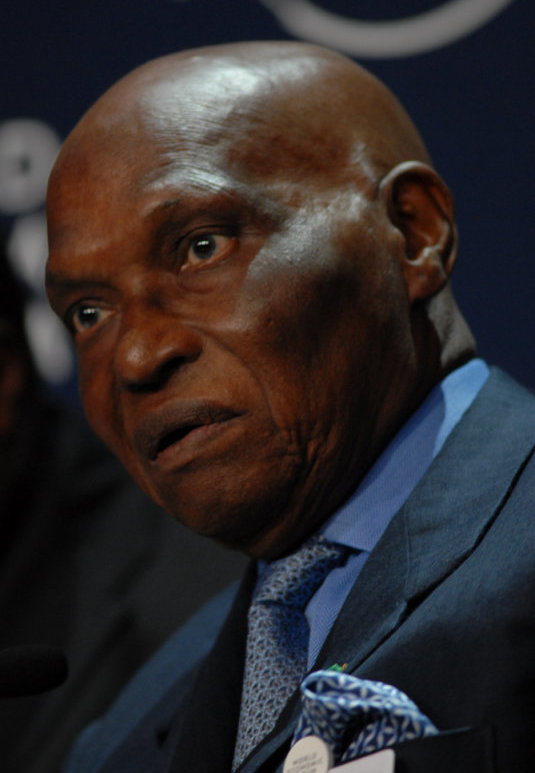
Абдулай Вад

На президентських виборах у Сенегалі у 2000 році перемогу здобув Абдулай Вад. У 2001 році була прийнята нова конституція країни, яка запровадила п'ятирічний президентський термін, причому особисто Вад отримав право залишатися на посаді протягом семи років. 11 березня 2007 року відбулися нові президентські вибори, на яких Абдулай Вад переміг у першому турі, ставши президентом вдруге.
У 2008 році Сенегальська демократична партія, очолювана Вадом, провела через парламент закон, який збільшував термін президентських повноважень до семи років. У 2012 році, у віці 85 років, Вад висловив бажання балотуватися на третій термін. Цей намір зустрів опір з боку всіх опозиційних сил. Однак Конституційний суд Сенегалу відхилив позов об'єднаної опозиції, яка заявляла про незаконність висунення Абдулаєм Вадом своєї кандидатури на пост глави держави, вважаючи, що прийняття нової конституції у 2001 році «обнулило» терміни, і в 2012 році Вад піде не на третій, а лише на другий термін.
У 2012 році Абдулай Вад взяв участь у президентських виборах, але програв їх.

### Таджикистан

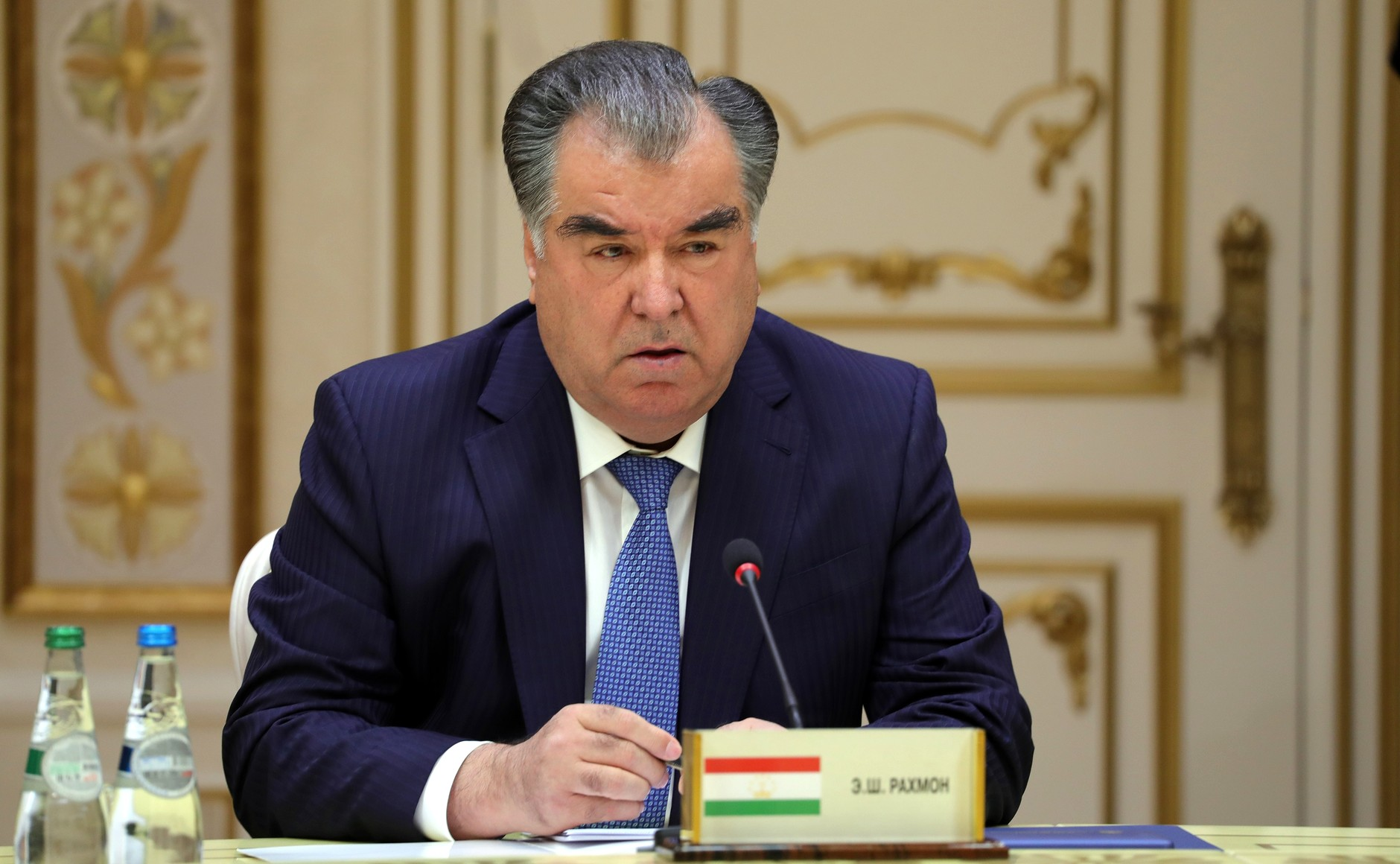
Емомалі Рахмон

У 1994 році в Таджикистані відбулися перші президентські вибори, на яких переміг Емомалі Рахмонов — голова Верховної Ради Республіки Таджикистан і фактично чинний глава держави. У 1999 році відбулися другі в історії країни президентські вибори, на яких знову переміг Рахмонов.
За два місяці до виборів 1999 року в Таджикистані пройшов конституційний референдум, на якому виборці схвалили поправку до конституції, що збільшувала термін повноважень президента республіки з 5 до 7 років. У 2003 році в Таджикистані відбувся ще один конституційний референдум, на якому виборці схвалили 56 поправок до конституції країни, зокрема й поправку, яка обнуляла терміни повноважень чинного президента.
У 2006 році на третіх президентських виборах Емомалі Рахмонов знову переміг, отримавши 79 % голосів, і пішов на «перший термін», потім змінивши прізвище на Рахмон. У 2013 році на четвертих президентських виборах перемога знову дісталася Емомалі Рахмону (84 %), і він став президентом фактично вчетверте, а формально вдруге. З 25 грудня 2015 року носить довічний титул «Пешвої міллат», що означає «Лідер нації» (повністю — «Засновник миру і національної єдності — Лідер нації»).
У 2016 році в Таджикистані пройшов конституційний референдум, на якому виборці схвалили поправку, що дозволяла чинному президенту Емомалі Рахмону балотуватися на переобрання необмежену кількість разів. У 2020 році він переміг на чергових виборах, набравши 91 % голосів, і став президентом Таджикистану вп'яте. Імовірним наступником Емомалі Рахмона на посаді президента вважається його старший син Рустам Емомалі.

### Узбекистан

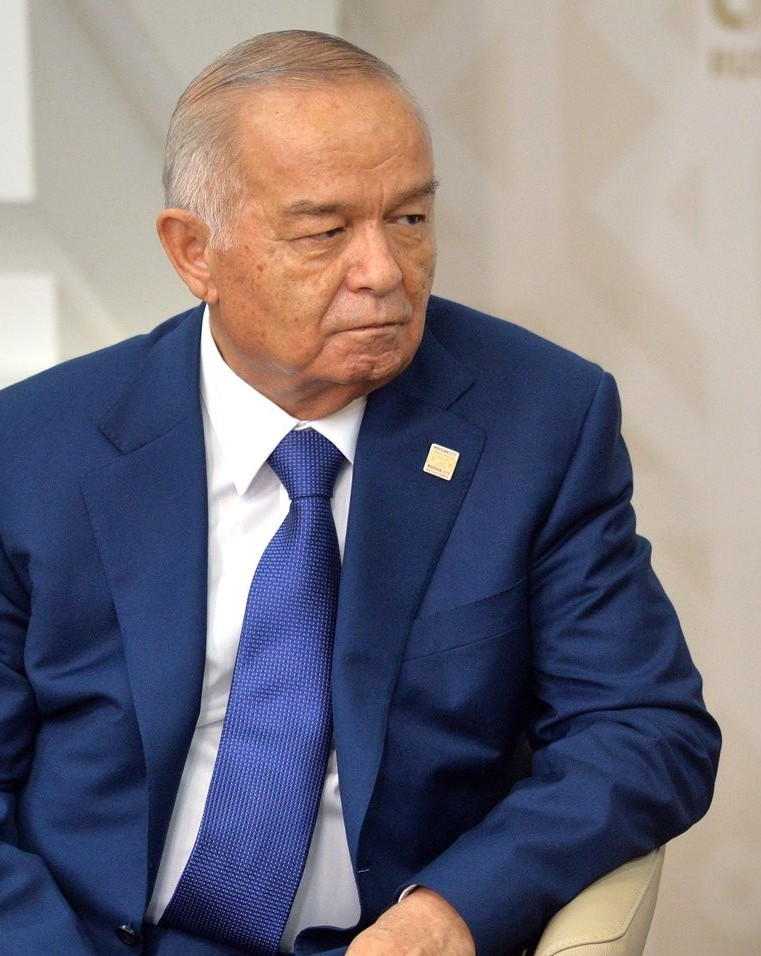
Іслам Карімов

У 1990 році відбулися вибори президента Узбецької РСР, на яких за відсутності інших кандидатів переміг фактичний керівник республіки — Перший секретар ЦК Комуністичної партії Узбецької РСР Іслам Карімов. Після розпаду СРСР у 1991 році відбулися вибори президента Узбекистану, на яких переміг Іслам Карімов, ставши першим президентом Узбекистану.
У 1995 році замість виборів президента в Узбекистані пройшов референдум про продовження повноважень президента до 2000 року. У 2000 році відбулися президентські вибори, на яких Карімов здобув перемогу і пішов формально на другий термін. У 2002 році відбувся конституційний референдум, на якому виборці проголосували за зміну терміну повноважень президента з 5 до 7 років.
У 2007 році в Узбекистані відбулися президентські вибори, у яких Іслам Карімов формально не мав права брати участь, проте був зареєстрований кандидатом і переміг на виборах. Жодного офіційного юридичного пояснення, що виправдовує кандидатуру Карімова, з огляду на конституційне обмеження у два терміни для президентів, надано не було. Однак висловлювалися припущення, що, оскільки Карімов відбував тільки один семирічний термін, він має право балотуватися на другий семирічний термін; з цієї причини його перший термін не враховуватиметься при розрахунку.
У 2015 році в Узбекистані відбулися чергові президентські вибори, на яких Карімов знову висунув свою кандидатуру. Центральна виборча комісія дозволила Карімову балотуватися, стверджуючи, що з моменту прийняття конституції у 2002 році він відбув тільки один термін і що його попередні два терміни до цього не повинні враховуватися. У березні 2015 року відбулися вибори, на яких Карімов переміг, набравши 90,39 % голосів.
У вересні 2016 року Карімов помер від інсульту, а його наступником став Шавкат Мірзійоєв. У 2021 році він переобрався на другий термін. Наступного року узбекистанська влада опублікувала проєкт поправок до конституції країни, серед яких було й нове збільшення терміну правління президента до 7 років, водночас обмеження у два терміни залишилося; проте для чинного президента перші два терміни пропонувалося не враховувати. Референдум відбувся 30 квітня 2023 року, 90,2 % виборців підтримали поправки. Наступного дня оновлена редакція конституції набула чинності. Другий термін Мірзійоєва мав закінчитися у 2026 році, але він вирішив піти на дострокові вибори в липні 2023 року, на яких переміг. Таким чином, Шавкат Мірзійоєв теоретично може перебувати на своїй посаді до 2037 року.

### Україна

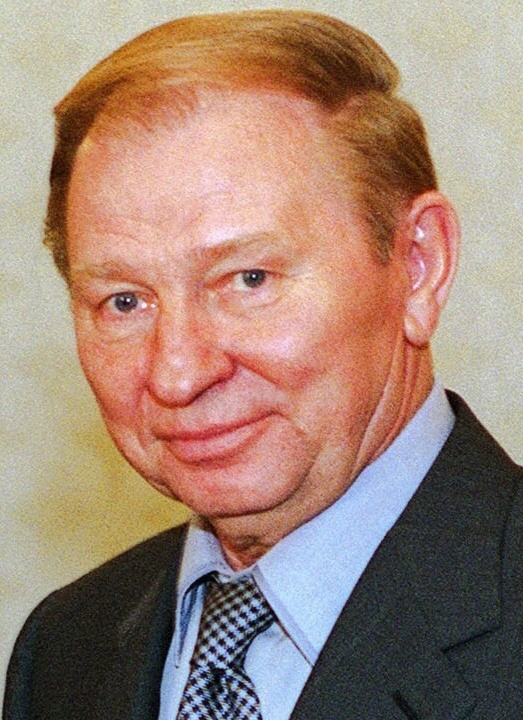
Леонід Кучма

На виборах президента України в 1994 році переміг Леонід Кучма. У 1996 році була прийнята нова конституція України. У 1999 році Кучма знову переміг на президентських виборах і пішов на другий термін.
У 2003 році Конституційний Суд України оголосив рішення, згідно з яким чинний президент Леонід Кучма матиме право брати участь у президентських виборах у 2004 році, незважаючи на обмеження балотуватися в президенти не більше двох разів поспіль. На думку суддів Конституційного Суду України, прийняття нової конституції в 1996 році обнулило терміни, і тому президентський термін Кучми з 1999 року вважається першим, а не другим. Утім, Кучма від цієї можливості відмовився і у виборах 2004 року брати участь не став.

### Чад

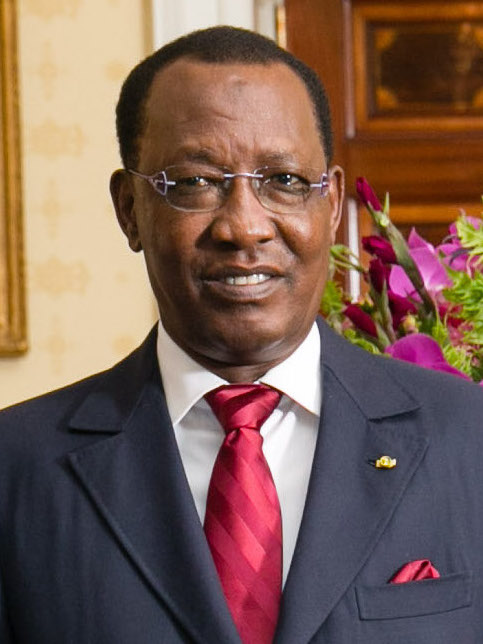
Ідріс Дебі

У 1990 році в Чаді генерал до влади прийшов Ідріс Дебі, здійснивши військовий переворот. Спочатку він намагався проводити демократичні реформи і в 1996 році організував конституційний референдум. У новій конституції з'явилося обмеження у два президентські терміни по п'ять років. Того ж року відбулися вибори президента Чаду, на яких Ідріс Дебі здобув перемогу, набравши 71,59 % голосів.
На президентських виборах 2001 року Ідріс Дебі переобрали на другий п'ятирічний термін. Однак у 2005 році він організував конституційний референдум щодо внесення поправок до конституції, на якому обмеження у два президентські терміни було скасовано. На президентських виборах 2006 року Дебі обрали президентом втретє, а у 2011 році — вчетверте. На президентських виборах 2016 року Дебі обрали президентом уп'яте.
У квітні 2021 року Дебі взяв участь у президентських виборах, попередні результати яких показали, що він знову переміг і став президентом ушосте. Однак наступного дня Дебі несподівано вбили повстанці «Фронту змін і згоди в Чаді». Після загибелі Ідріса Дебі командувачі збройних сил Чаду заявили, що обраний уряд і парламент Чаду розпущені, створено Перехідну військову раду на чолі з сином Ідріса Дебі — Магаметом Дебі, який керуватиме країною протягом 18 місяців.

## Альтернативи обнуленню
На думку політолога й автора російської версії журналу «Форбс» Олександра Кинєва, у світовій практиці відомі рішення, альтернативні прийняттю нового закону або внесенню змін до конституції, які дозволяють лідеру зберегти контроль над політичною системою, не обіймаючи посади глави держави:
- Створення спеціальної посади (наприклад, голова Центральної військової ради КНР Ден Сяопін).
- Перерозподіл повноважень (наприклад, перехід від президентської до парламентської республіки і навпаки — прем'єр-міністр Вірменії Серж Саргсян).
- Контроль над політичною ситуацією через правлячу партію (наприклад, Бідзіна Іванішвілі не займає жодних посад у Грузії).

Альтернативним рішенням може бути парламентська система, яка дозволяє лідеру партії, що перемогла на виборах, обіймати посаду прем'єр-міністра необмежену кількість термінів поспіль. Так, прем'єр-міністр Бангладеш Шейх Хасіна обіймала свою посаду з 2009 року і аж до відставки в 2024 році на тлі масових протестів, оскільки очолювана нею партія «Авамі Ліг» чотири рази поспіль здобувала перемогу на загальних виборах. Низка міжнародних експертів оцінюють правління Хасіни як «відкіт від демократії» і відзначають численні порушення на виборах і позасудові страти. Аналогічно автократія може встановлюватися в умовах конституційної монархії, як, наприклад, у Камбоджі: прем'єр-міністр Хун Сен обіймав керівну посаду в країні з 1998 по 2023 роки завдяки тому, що його партія, Народна партія Камбоджі, вигравала всі без винятку вибори, що проходили в цей період.